# Dilar bolivari
Dilar bolivari is een insect uit de familie van de Dilaridae, die tot de orde netvleugeligen (Neuroptera) behoort. 
Dilar bolivari is voor het eerst wetenschappelijk beschreven door Navás in 1903.